# Kallvik
Kallvik (fi. Kallahti) är en stadsdel i Nordsjö distrikt i Helsingfors stad. 
Kallvik består av nya hus som byggts efter år 1991. Till området hör också friluftsområdet Kallviksudden (fi. Kallahdenniemi) med naturskyddsområden och en simstrand. Hela udden är ett Natura 2000-område. 

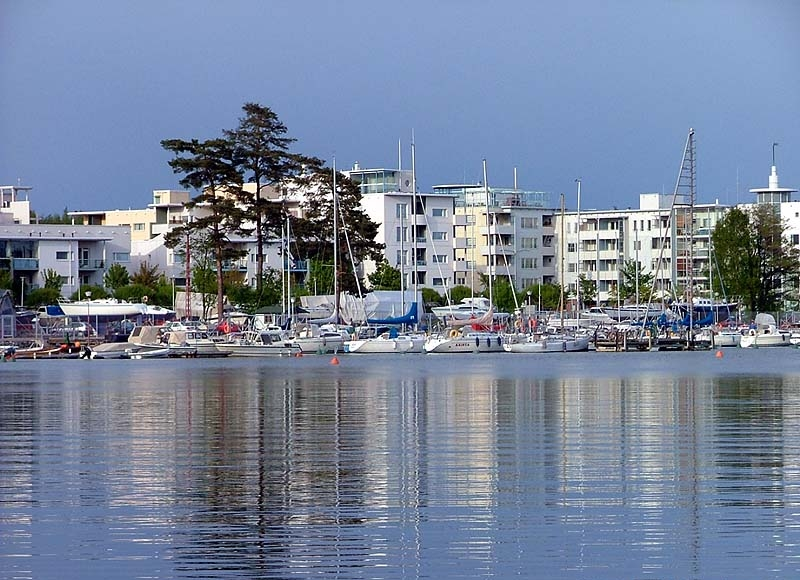
Kallvik